# 大平町ぶどう団地

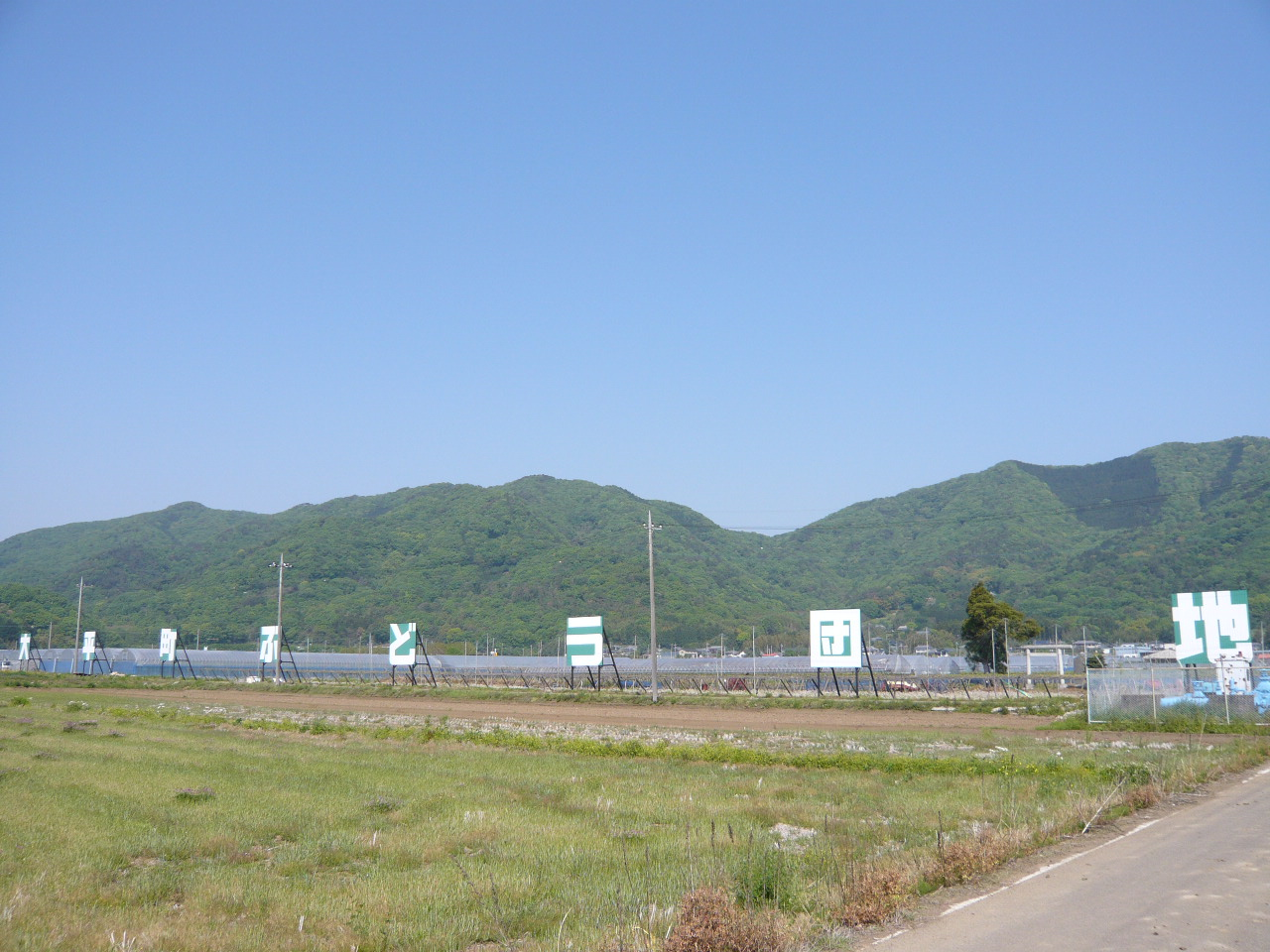
大平町ぶどう団地

大平町ぶどう団地（おおひらまちぶどうだんち）とは、栃木県栃木市大平町西山田を中心とした、ぶどう狩りのできる観光農園の集まり。単にぶどう団地とも呼ばれる。

## 概要
歴史
栃木県栃木市大平地域でぶどう栽培が始まったのは明治末頃であり、1971年（昭和46年）に着工した県営広域農道下都賀西部地区や圃場整備事業により規模が拡大され、1973年（昭和48年）に「大平町ぶどう団地」として完成した。
規模
約70ヘクタールの土地に2006年（平成18年）9月現在、82戸の農家がぶどうを栽培している。
加工品
ぶどう団地で収穫されたぶどうから、ジャムやジュースが生産されている。

## 出荷時期
多様な栽培方法をとり、収穫時期をずらすことによって長期的に出荷される。
- ハウス物 - ビニールハウスによって栽培される。ビニルは外部と完全に遮断されるようにかけられる。ビニールをかける時期をずらし、さらに長期的に収穫できるようにする（1月がけ、2月がけなど）。収穫時期は5月中旬-8月中旬。
- 雨除け物 - 雨がかからないように、屋根部分にのみビニルをかけて栽培される。収穫時期は8月中旬-8月下旬。
- 露地物 - ビニルをかけず、雨のかかる自然な状態で栽培される。他の栽培方法に比べ手間がかからないこともあり、比較的安価で販売される。収穫時期は8月下旬-9月下旬。

## 主な品種
巨峰などは、ジベ処理による種無しぶどうも生産されている。
- 巨峰（きょほう）
- シャインマスカット (Shine Muscat)
- 藤稔（ふじみのり）
- デラウェア
- ピオーネ
- キャンベル・アーリー (Campbell Early)
- マスカット・ベーリーA (Muscat Bailey A)